# Kalangbancar
Kalangbancar is een bestuurslaag in het regentschap Grobogan van de provincie Midden-Java, Indonesië. Kalangbancar telt 1618 inwoners (volkstelling 2010).